# ترب
ترب یا تربچه وحشی یا مولی سرخک (نام علمی: Raphanus sativus)، نام یک گونه از تیره شب‌بویان است. این گیاه نخستین بار پیش از زمان امپراتوری روم در قاره اروپا پرورش یافت. ترب که در زمان حاضر در سرتاسر جهان کشت و مصرف می‌شود گیاهی با ریشه قرمز و برگ‌های خشن و کرکدار که آهن برگ‌های آن زیاد است.

ترب‌ها با توجه به اندازه، رنگ و زمان لازم برای کشت به انواع و گونه‌های متعددی دسته‌بندی می‌شوند. گروهی از ترب‌ها به منظور تهیه دانه کشت شده و تعدادی دیگر در صنعت دانه‌های روغنی استفاده می‌شوند.